# Chiesa della Santissima Trinità (Clusone)
La chiesa della Santissima Trinità è un edificio religioso che si trova a Clusone, in Val Seriana in provincia di Bergamo. La chiesa sorge sulla sommità del Colle Crosio a 700 metri sul livello del mare.

## Storia
La chiesa fu costruita su progetto dell’ingegner Tognoli tra il 1590 e il 1595 in seguito alla cessione della terra necessaria per la costruzione della cappella nel 1583.
Nella storia di Clusone è degno di nota l’episodio che racconta come il contagio della peste del 1630, che fece a Clusone un migliaio di morti, fosse avvenuto in seguito alla discesa dal colle di un gruppo di soldati che di ritorno dalla città di Bergamo vennero posti in quarantena sul monte Crosio. I soldati anticiparono rispetto ai 40 giorni prescritti dall’Ufficio di Sanità la discesa dal colle, in seguito ad un allarme che dava come imminente l’attacco di truppe tedesche anche alla cittadina di Clusone; l'allarme risultò poi falso, ma il morbo ebbe modo di diffondersi tra la cittadinanza.
La chiesa subì dei restauri nel corso del 1833, a seguito dei danni arrecati da un fulmine che nel 1830 aveva colpito il campanile. Successive ristrutturazioni sono avvenute nel 1988, nel 1993 e nel 2005.
Ai giorni nostri la chiesa viene aperta al culto con la celebrazione della santa messa in due ricorrenze: nella solennità della santissima Trinità, la domenica successiva alla Pentecoste, e il 6 agosto in occasione della Trasfigurazione di Gesù.

## Descrizione
La denominazione Crosio (cross nel dialetto locale) origina, probabilmente della parola "croce", in quanto nelle antiche carte il colle è chiamato mons crucis, ovvero monte della Croce: tutto ciò forse per la presenza di una croce prima dell’erezione della chiesa.
La cappella, preceduta da un porticato in pietra costituito da tredici ampie arcate, è costituita da un'unica navata con un tetto in legno a capanna.
Il presbiterio, separato da un arco a tutto tondo, ha volte a vela.
La mensa è costituita da un altare con parapetti di marmo intarsiato di notevole fattura.
La pala che rappresenta la Trinità ha sullo sfondo, da un lato il complesso della basilica di Santa Maria Assunta di Clusone e dall’altro il monte Crosio con la chiesetta. La pala è un’opera di Cesare Petrogalli (Clusone, 1933-2011) e sostituisce la tela originaria di Palma il Vecchio venduta o trasferita insieme a un altro quadro rappresentante la Creazione di Adamo ed Eva.
Lungo il ripido sentiero che parte da viale Gusmini e conduce alla chiesa, sorgono 5 tribuline erette nel 1932 che raffigurano i 5 Misteri dolorosi del Rosario, restaurate e rinnovate nella struttura architettonica e nella rappresentazione pittorica negli anni 80-90.